# Карповцы (Хмельницкий район)
Карповцы (укр. Карпівці) — село в Хмельницком районе Хмельницкой области Украины.
Население по переписи 2001 года составляло 628 человек. Почтовый индекс — 31364. Телефонный код — 382. Занимает площадь 1,8 км². Код КОАТУУ — 6825087302.

## Местный совет
31363, Хмельницкая обл., Хмельницкий р-н, с. Ружичанка, ул. Центральная, 29